# Claus de Werve
Claus de Werve (né à Haarlem en 1380 - † 8 octobre 1439 à Dijon) est un sculpteur d'origine hollandaise entré au service des ducs de Bourgogne à la suite de son oncle Claus Sluter. Plusieurs de ses œuvres sont encore conservées en Bourgogne.

## Biographie
Claus de Werve, originaire de Haarlem dans le Comté de Hollande, était un élève et un neveu du maître Claus Sluter, qui l'a pris avec lui à 16 ans, le 1er décembre 1396 dans son atelier de Dijon, à la cour du duc de Bourgogne.
Il commença son travail comme quatrième ouvrier, avec des gages de deux gros par jour, et passa à deux gros et demi en 1400, cette fois comme premier ouvrier de son oncle. Progressant régulièrement dans son art, Claus Sluter l'associa étroitement à l'exécution du Puits de Moïse (1405). À la mort de son oncle, en janvier 1406, Claus de Werve reprend son atelier et la jouissance de son hôtel et devient à son tour ouvrier d'ymages et varlet de chambre du duc Jean sans Peur, puis à la mort de celui-ci de Philippe le Bon, le 5 avril 1420.
Il répond pour autant à d'autres commanditaires : il se rend à Chambéry en 1408 à la demande d'Amédée VIII de Savoie, sans doute pour travailler dans la Sainte-Chapelle du château. Il travaille à Paris en 1411-1412.
Il tombe gravement malade de 1420 à 1422, et reçoit le soutien du duc pour se soigner. Il meurt dans l'hôtel de Claus Sluter, à Dijon, le 8 octobre 1439.

## Œuvres

### Pour la Chartreuse de Champmol

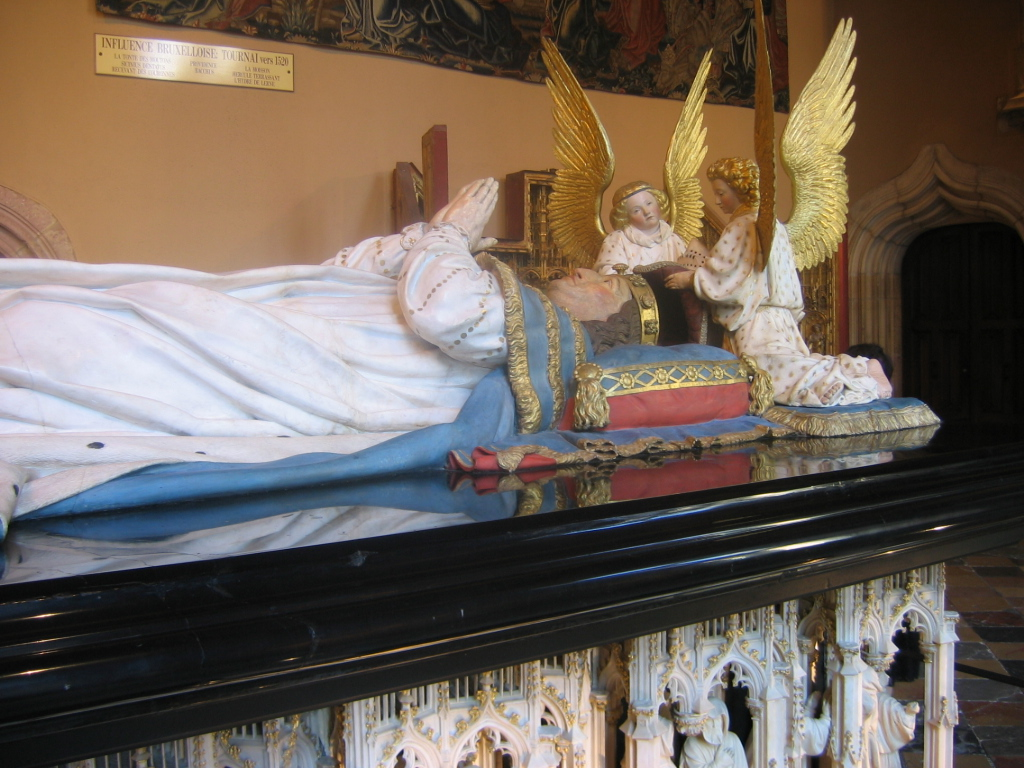
Tombeau de Philippe le Hardi, musée des beaux-arts de Dijon

- Puits de Moïse (1396-1405), collaboration avec Claus Sluter, Claus de Werve a particulièrement sculpté les anges pleurants du monument
- le Tombeau de Philippe le Hardi (1406-1410), œuvre entamée par Jean de Marville et Claus Sluter et achevé par Claus de Werve. Ce dernier a sculpté la quasi-totalité des statues des pleurants, mais aussi les anges et le gisant. Actuellement au Musée des beaux-arts de Dijon[3].

### Autres œuvres attribuées
Plusieurs sculptures religieuses autrefois ou encore maintenant conservées dans des édifices religieux de Bourgogne ou des environs sont attribuées au sculpteur ou à son atelier.
- le Retable de la Passion (1430) dans l'église Saint-Vincent de Bessey-lès-Cîteaux[4]
- Monument funéraire d'Aimé de Chalon, ancienne abbaye Saint-Pierre de Baume-les-Messieurs[5]
- Vierge de l'Annonciation, pierre oolithique tendre, jadis polychrome, 128 x 47 x 31 cm, Gray, musée Baron-Martin
- Vierge à l'Enfant, destinée au couvent des Clarisses de Poligny, actuellement au Metropolitan Museum of Art de New York[6],[7]
- Le Christ au tombeau, Cathédrale Saint-Mammès de Langres, restauré et réinstallé dans la cathédrale en 2008[8],[9]
- groupe sculpté de l'Annonciation, destiné à l'abbatiale bénédictine, Saint-Seine-l'Abbaye (Côte-d'Or)[10]
- Statues de la Vierge et saint Jean destinées à un calvaire de l'église Saint-Denis de Nuits-Saint-Georges, actuellement dans l'église paroissiale de Premeaux-Prissey (Côte-d'Or)[11]
- Statue d'une Vierge à l'Enfant, église paroissiale Saint-Aignan de Rouvres-sous-Meilly[12]
- La Vierge à l'enfant, vers 1415 - 1420, calcaire, Auxonne, église Notre-Dame

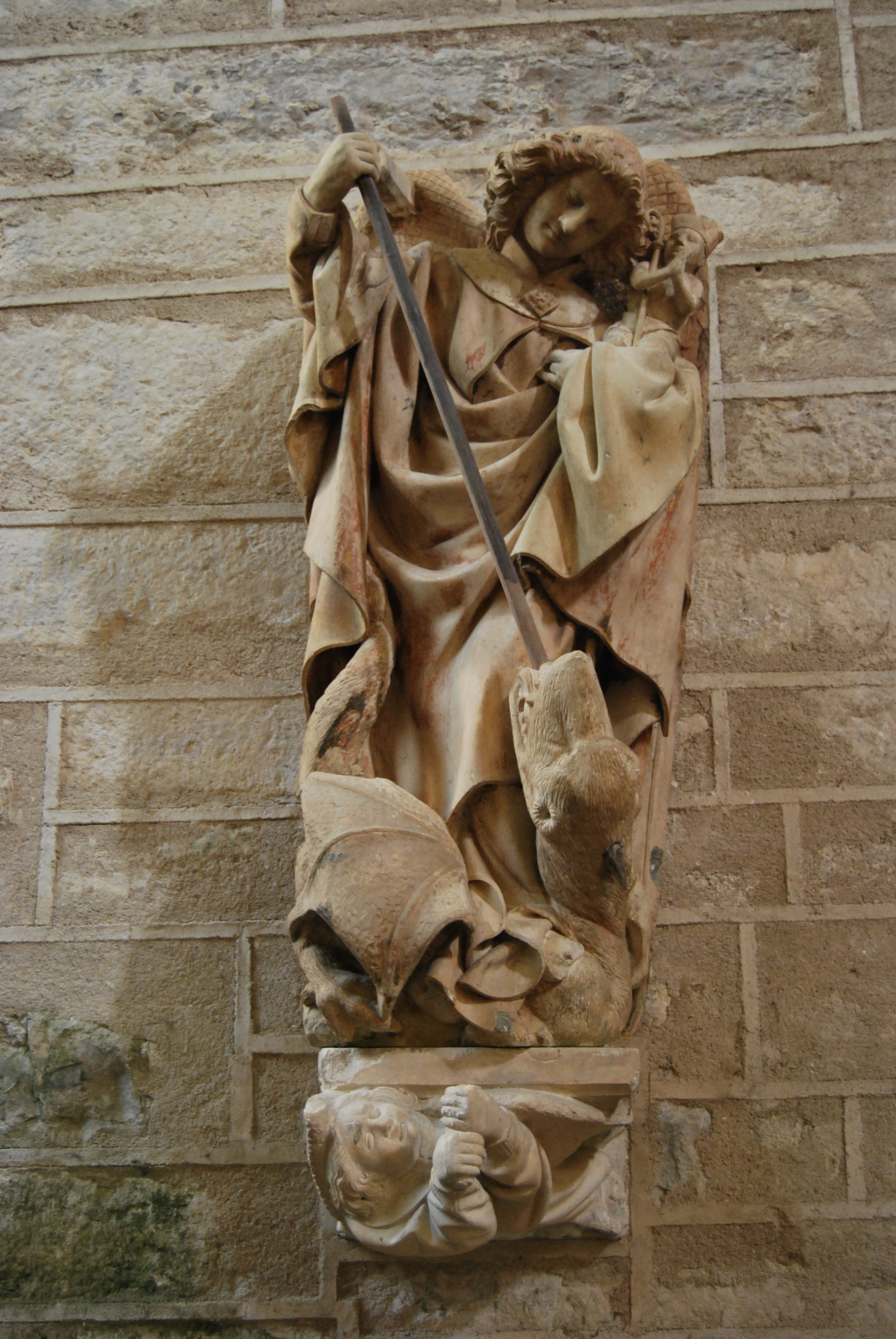
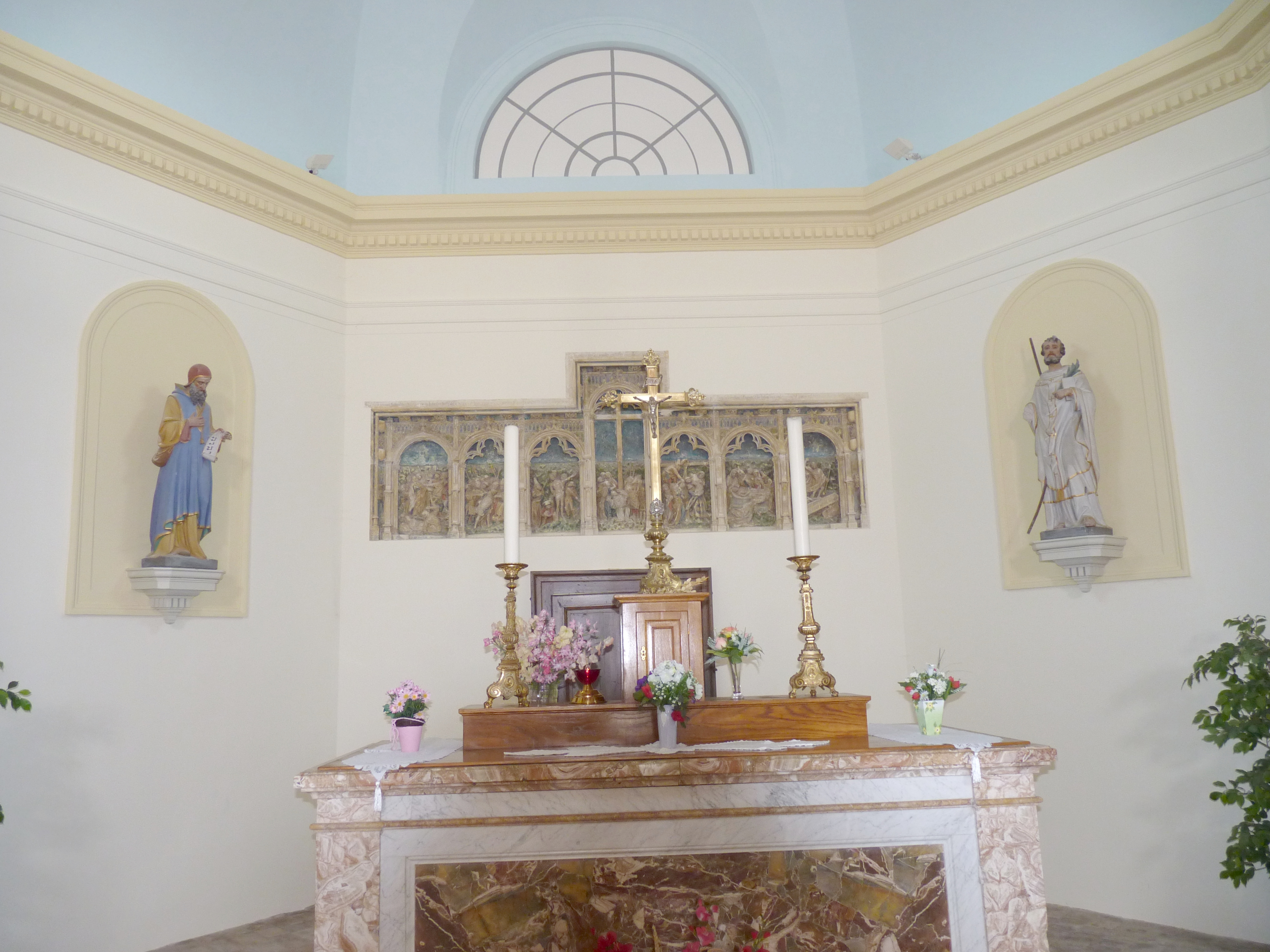
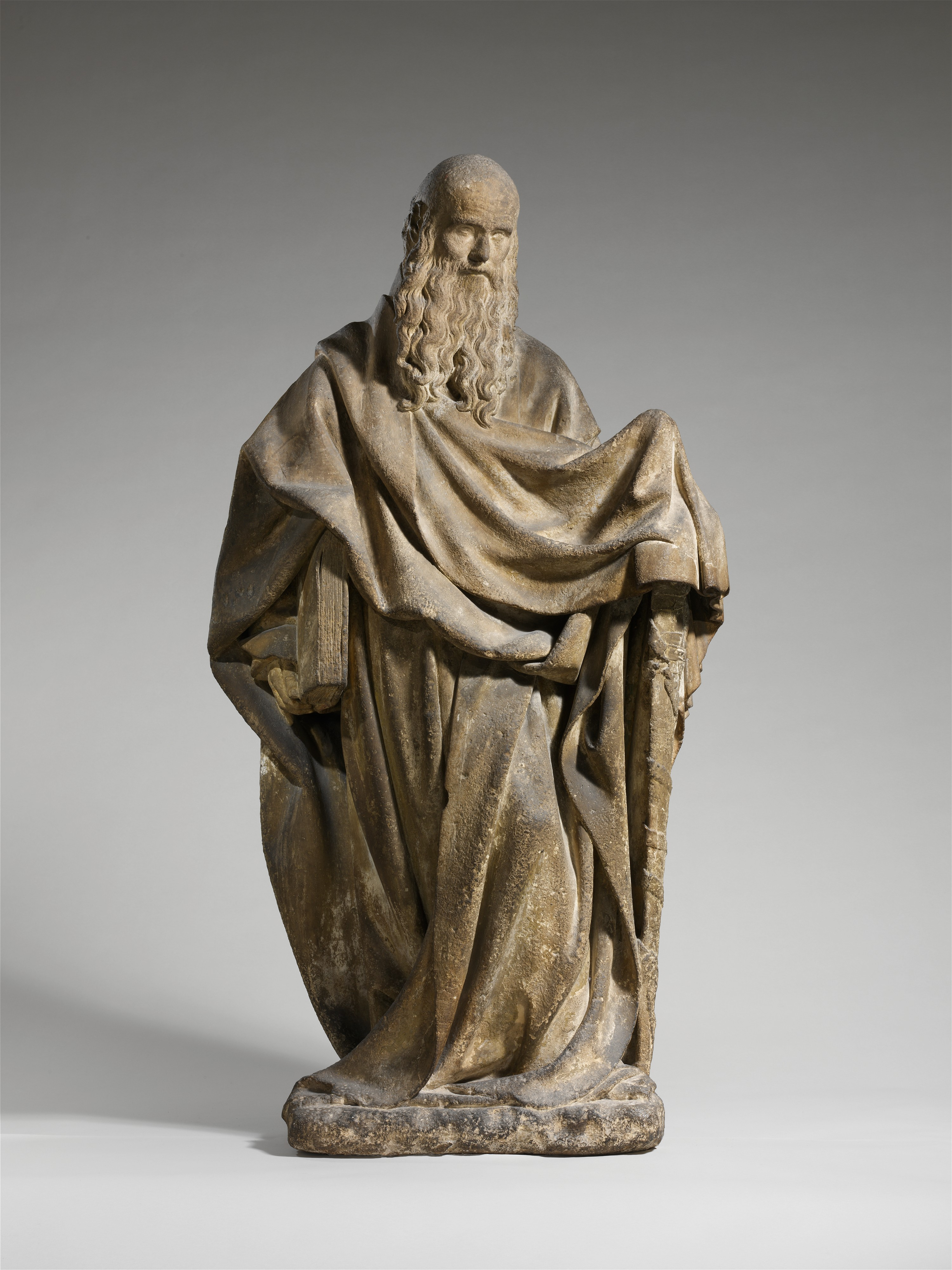

### Œuvres disparues
De nombreuses œuvres ont disparu, mais ont été enregistrées dans les archives du duché de Bourgogne :
- Sainte Trinité et Deux moines (1413), façade de la maison du Miroir, Dijon. Maison détruite en 1767 ;
- Tabernacle d'autel surmonté de statues d'anges (1415), église Notre-Dame de Dijon ;
- la Vierge et saint André (1431), aux portes de Dijon.